# (21476) Petrie
(21476) Petrie (1998 HW101) – planetoida z pasa głównego asteroid okrążająca Słońce w ciągu 3,3 lat w średniej odległości 2,21 j.a. Odkryta 28 kwietnia 1998 roku.